# Luís Melo
Luís Alberto Melo (Curitiba, 12 de novembro de 1957) é um ator e encenador brasileiro. Artista de origem teatral e carreira sólida, foi laureado ao longo de sua carreira de cinco décadas com várias premiações importantes, incluindo quatro Prêmios APCA, um Prêmio Guarani, um Molière, dois Prêmios Arte Qualidade Brasil e dois Prêmios Shell, além de ter sido indicado para um Prêmio Extra de Televisão.
Melo iniciou sua carreira no teatro paranaense integrando os principais grupos de sua cidade natal. No entanto, ganhou maior reconhecimento em São Paulo ao integrar o elenco do Centro de Pesquisa Teatral (CPT), onde desempenhou seus principais trabalhos, incluindo Paraíso Zona Norte (1989) e Trono de Sangue (1992). Também se destacou nas peças Sonata Kreutzer (1996), Salomé (1997), Nijinski - Divino Bufão (1999), Cão Coisa e a Coisa Homem (2002) e Daqui a 200 Anos (2005), sendo premiado por todas elas.
No cinema, Melo estreou no curta-metragem Desterro, em 1991. Ainda teve destaque nos filmes Jenipapo (1995), Terra Estrangeira (1995), pelo qual foi indicado ao Prêmio Guarani de Melhor Ator Coadjuvante, Doces Poderes (1996), Por Trás do Pano (1999), sendo eleito Melhor Ator no Prêmio Guarani, O Auto da Compadecida (2000), Gaijin - Ama-me como Sou (2005), pelo qual foi nomeado ao Prêmio Arte Qualidade Brasil de melhor ator coadjuvante, Chico Xavier (2010) e Casa Izabel (2022), recebendo o Troféu Calunga do Cine PE.
Na televisão, em sua estreia, recebeu o Prêmio APCA por seu desempenho em Cara & Coroa (1995), que o projetou para a fama nacional. Nos anos seguintes, destacou-se por seus trabalhos, principalmente, como antagonista em novelas e séries. Entre os destaques, estão o banqueiro Batista em O Cravo e a Rosa (2000), o militar Bento Manuel em A Casa das Sete Mulheres (2003), o coiote Ramiro em América (2005), o médico Rafael em Eterna Magia (2007), o honesto Atílio em Amor à Vida (2013), o cômico Mássimo em Além do Tempo (2015) e o juiz corrupto Gustavo em O Outro Lado do Paraíso (2017).

## Biografia

### Primeiros anos e formação
Nascido Luís Alberto Lima, em 12 de novembro de 1957, em Curitiba, capital do Paraná, sua formação teve início na década de 1970, quando ele ingressou no curso permanente de teatro da Fundação Teatro Guaíra, localizada em Curitiba. Durante esse período, o ator teve a oportunidade de se familiarizar com os métodos clássicos de interpretação e aprofundar seus conhecimentos em história do teatro, estética, ética e outras disciplinas que contribuíram para sua sólida formação técnica e teórica.
A partir de 1975, Luis Melo iniciou sua trajetória como professor, ministrando aulas de interpretação, técnicas de corpo e voz. Durante esse período, ele também se juntou ao Teatro de Comédia do Paraná, onde foi dirigido por Emílio de Biasi e Ademar Guerra. Em 1984, ao ter a oportunidade de conhecer o diretor Ademar Guerra, trabalhou com ele no espetáculo Colônia Sicília. No ano seguinte, foi para São Paulo e, por indicação de Guerra, Luis ingressou no Centro de Pesquisa Teatral (CPT) para trabalhar com Antunes Filho em uma montagem do clássico A Hora e a Vez de Augusto Matraga.

## Carreira

### 1989–99: Estreia na televisão e projeção nacional
Em 1989, realizou seu primeiro papel principal no teatro em Paraíso Zona Norte, pelo qual foi laureado com o Prêmio Shell de melhor ator. Dois anos mais tarde, assume o papel de Lobo Mau na produção de Nova Velha História, uma releitura contemporânea da lenda de Chapeuzinho Vermelho, baseada na obra de Antunes Filho. Em 1991, fez sua estreia no cinema atuando no curta-metragem Desterro. Em 1992, consagrou-se ao interpretar Macbeth da Escócia em Trono de Sangue, novamente sob direção de Antunes Filho, adaptação do diretor para a obra Macbeth, de William Shakespeare. A performance como Macbeth foi um dos principais destaques da peça pela crítica, a qual foi considerada como "animalesca" e "visceral", tornando-o um dos atores mais premiados da temporada no teatro brasileiro, arrematando os prêmios APCA, Mambembe e Shell de melhor ator em peça de teatro. Em 1993, em mais uma direção de Antunes, protagoniza a peça Vereda da Salvação ao lado de Laura Cardoso, no papel de Joaquim. O texto retrata um evento real ocorrido em 1955, numa fazenda localizada no interior de Minas Gerais, e narra a trágica experiência de um grupo de agricultores que, movidos pelo desejo de encontrar melhores condições de vida, foram conduzidos e enganados por um líder religioso carismático. Dois anos mais tarde, em 1995, inicia trabalho na peça Gilgamesh, uma de suas últimas contribuições para o no Centro de Pesquisa Teatral (CPT). No mesmo ano, interpretou o capanga Cristo em uma participação especial no filme dramático Jenipapo, de Monique Gardenberg.
Na televisão, recusou propostas para atuar na novela Renascer (1993) e nas minisséries Riacho Doce (1990) e Memorial de Maria Moura (1994), todas produzidas pela Rede Globo. Optou por participar exclusivamente de programas educativos, como o Telecurso 2º Grau e o infantil Catavento, que foram transmitidos pela TV Cultura ao longo da década de 80. Em julho de 1995, depois de diversos convites para ingressar na televisão, aceita participar da telenovela Cara e Coroa, de Antônio Calmon, produzida e exibida pela TV Globo. Na trama, ele interpreta o romântico e sofrido professor Rubinho, apaixonado pela protagonista da história, Fernanda, personagem da atriz Christiane Torloni. A participação na novela lhe deu muito destaque entre o público e elogios da crítica, sendo que ainda foi eleito melhor ator revelação pelos Prêmio APCA e Prêmio Contigo! de TV, em 1996. Recebeu uma indicação de Melhor Ator Coadjuvante na primeira edição do Prêmio Guarani, concedido pela crítica cinematográfica brasileira, por seu papel como Igor no filme Terra Estrangeira (1995). Melo começou a dar novos passos no teatro ao deixar a equipe do CPT protagonizando o monólogo Sonata Kreutzer (1996), de Eduardo Wotzik, sendo novamente aclamado pela crítica especializada. Por esse trabalho, recebe seu terceiro Troféu APCA e o seu segundo Prêmio Mambembe, além de conquistar um Molière e uma indicação ao Prêmio Shell de melhor ator. Ainda em 1996, realiza sua segunda participação em televisão na novela Vira Lata, de Carlos Lombardi, no papel de um presidiário.
Em outubro de 1996, apareceu em uma participação especial no filme de drama jornalístico Doces Poderes, de Lúcia Murat, como Araponga. O sucesso de seu personagem em Cara e Coroa ao lado de Christiane Torloni rendeu convite aos dois para interpretarem um casal novamente, dessa vez no teatro, no espetáculo Salomé, o qual tem texto original de Oscar Wilde e foi dirigido por José Possi Neto em 1997, trabalho pelo qual Luís foi indicado para o Prêmio Cultura Inglesa como melhor ator. Foi também em 1997 que estrelou em um dos papéis centrais da novela O Amor Está no Ar, de Alcides Nogueira, na pele do grande vilão Alberto Amaral Leite. Seu personagem é um homem inescrupuloso e aliado da poderosa Úrsula, papel de Nicette Bruno. Durante sua trajetória nas telenovelas, o ator sempre se destacou em papéis de antagonista principal.
Em maio de 1998, interpreta o Padre Ciro na minissérie Hilda Furacão, a qual é protagonizada por Ana Paula Arósio e baseada no romance homônimo de Roberto Drummond, que, por sua vez, foi baseado na história de juventude da prostituta Hilda Maia Valentim, conhecida na zona boêmia de Belo Horizonte como Hilda Furacão. Entre outubro de 1998 e maio de 1999, interpretou Ricardo na segunda versão da novela Pecado Capital, personagem interpretado por Moacyr Deriquém na primeira versão de 1975. Na trama, interpreta o papel de marido de Eunice (interpretada por Cássia Kis) e pai de Paulo Roberto (interpretado por Patrick de Oliveira). Ele é um piloto de avião que está frequentemente em viagens e seu caráter é marcado pela retidão, dedicação ao trabalho e seu papel exemplar como pai de família.
Em 1999, excursionou com o espetáculo Nijinsky: Divino Bufão, estreando como produtor, com direção de Rossela Terranova e Cláudia Schapira. Em mais um monólogo de sua carreira, considerado um dos cinco melhores espetáculos do ano pelo Jornal do Brasil, foi novamente indicado para o Prêmio Shell de melhor ator. Em janeiro de 1999, atuou na minissérie O Auto da Compadecida, encarnando o Diabo, principal antagonista da obra. Recebeu o Prêmio Guarani de Melhor Ator por seu papel em Por Trás do Pano (1999) filme também estrelado por Denise Fraga, Marisa Orth, Pedro Cardoso e Esther Góes, onde ele interpretou o famoso ator Sérgio, que vive uma crise conjugal em seu atual casamento por conta de seu relacionamento sua nova companheira de trabalho no teatro e com sua ex-mulher. No mesmo ano, participou dos episódios  "Assim É Se Lhe Parece" e "Forró Bandido" do seriado Você Decide e foi escalado para interpretar o delegado Ramalho na novela Suave Veneno, de Aguinaldo Silva.

### 2000–09:O Cravo e a Rosa,A Casa das Setes Mulheres,AméricaeEterna Magia
Em janeiro de 2000, fez uma participação especial na minissérie histórica A Muralha, como Dom Manuel Nunes Viana, um revolucionário que vem ao Brasil para tentar libertar os indígenas da posse dos portugueses. Em abril, estrelou a minissérie A Invenção do Brasil, que conta uma história fictícia e cômica do início da colonização do Brasil, como Dom Vasco de Athayde, comandante de uma das caravelas que teria descoberto o Brasil. Em junho, estreia a novela O Cravo e a Rosa, de Walcyr Carrasco, onde interpreta o viúvo milionário e banqueiro Nicanor Batista, pai da protagonista Catarina (Adriana Esteves) e da doce Bianca (Leandra Leal), que leva uma vida dupla fingindo ser um caixeiro viajante para enganar a lavadeira Joana (Tássia Camargo), com quem tem dois filhos. Ao longo da trama, acaba caindo na graça da grande vilã, Marcela (Drica Moraes), a qual tenta aplicar um golpe em sua fortuna. Em setembro de 2000, estreou nos cinemas o filme O Auto da Compadecida, uma adaptação de formato da minissérie homônima, lançada em 1999.
No ano de 2001, Melo decide retornar a Curitiba e, nos anos seguintes, concentra seus esforços na construção do Ateliê de Criação Teatral (ACT), juntamente com Nena Inoue e Fernando Marés, um local dedicado à formação e pesquisa teatral. Em 2001, volta a colaborar com Walcyr Carrasco na novela A Padroeira, onde interpreta o vilão Samuel Molina, um português que viveu na Espanha, onde se casou com Blanca (Patrícia França) e cometeu diversos crimes, sendo deportado para o Brasil, país em que adquirira uma falsa identidade de um jesuíta. Em 2002, participou do espetáculo Cão-coisa e a Coisa Homem, direção de Aderbal Freire Filho, primeira montagem do ACT – Ateliê de Criação Teatral, ganhando o Troféu Gralha Azul como melhor ator. Em novembro de 2001, estreou o filme Caramuru - A Invenção do Brasil, uma adaptação da minissérie homônima lançada em 2000.

Em 2003, foi aclamado por sua atuação como o militar Bento Manuel Ribeiro na minissérie A Casa das Sete Mulheres. Na série, ambientada no sul do Brasil em 1835, desde a Revolução Farroupilha, seu personagem é um homem obcecado pela corajosa Dona Caetana (Eliane Giardini), esposa do líder dos farrapos, Bento Gonçalves (Werner Schunemann). Melo foi eleito melhor ator de televisão no Prêmio Qualidade Brasil - SP e nomeado a melhor ator coadjuvante no Prêmio Contigo! de TV por esse trabalho. Em 2004, deu vida ao artista plástico Cândido Portinari na minissérie Um Só Coração, que retrata a Semana de Arte Moderna de 1922 e os dramas dos artistas da época. 

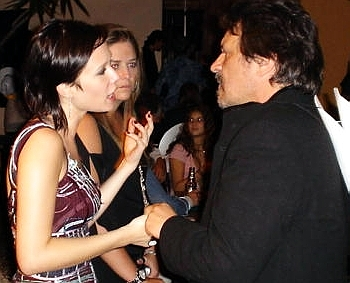
Luís Melo conversa com Mariana Ximenes na festa de lançamento da novela América, em janeiro de 2005.

Em agosto de 2004, apareceu no filme de drama biográfico Olga, que conta a história de vida da revolucionária Olga Benário, interpretando Léo Benário, o pai de Olga. No mesmo ano, iniciou, juntamente com Marcio Abreu, o Grupo de Estudos sobre Tchekhov, que originou o espetáculo Daqui a 200 Anos, o qual estreou em 2005 e rendeu ao ator seu quarto Troféu APCA, dessa vez como melhor ator de teatro. Ainda em 2005, integra o elenco da novela América, de Glória Perez, como o vilão Ramiro. Na trama, o personagem faz parte de uma quadrilha liderada por Pimenta (interpretada por Betty Faria), que se dedica a atravessar imigrantes ilegalmente pela fronteira do México com os Estados Unidos. Nesse contexto, o personagem também trabalha para o "atravessador" Alex (interpretado por Thiago Lacerda), enquanto desempenha o papel de "coiote", atraindo pessoas para a travessia. Foi indicado ao Prêmio Qualidade Brasil de melhor ator coadjuvante em cinema por seu papel em Gaijin - Ama-me como Sou (2005), filme que aborda a imigração japonesa no Brasil, onde interpretou Ramon Salina Bravo Salinas.
Em 2006, explorou seu lado cômico na novela Cobras & Lagartos, de João Emanuel Carneiro, no papel de Orã, um homem performático que foi pego por sua esposa vestido de mulher e viaja para a Argentina em seguida, voltando tempos depois como a cantora Conchita, uma crossdresser. No mesmo ano, esteve na minissérie JK, que retrata a vida do ex-presidente Juscelino Kubitschek, interpretando Coronel Licurgo, um personagem fictício. O coronel é casado com Maria (Cássia Kis) e tem um filho chamado Zinque (Dan Stulbach). Ele é um típico coronel do interior, conhecido por sua autoridade, brutalidade e mentalidade reacionária. Embora se apresente como um cristão devoto, na realidade, ele vive de acordo com suas próprias vontades, sem seguir os princípios da religião que prega. O coronel é um frequente frequentador do cabaré de Olímpia (Tuna Dwek) e não aceita que seu filho siga a vida religiosa. No teatro, foi dirigido por Márcio Abreu no espetáculo Do Luxo e da Impotência (2006), que também é estrelado por Nadja Naira e Simone Spoladore.
Em 2007, esteve em um papel de destaque na novela Eterna Magia, de Elizabeth Jhin, no papel do médico Rafael, um homem culto e amigável, casado com a grande vilã Zilda (Cassia Kis), com quem tem um casamento difícil. Entre outubro e novembro de 2008, fez participações recorrentes em episódios da série Faça Sua História, protagonizada por Vladimir Brichta e Carla Marins, como o delegado Nicanor, namorado de Nadir (Irene Ravache), a mãe do protagonista. No mesmo ano, interpreta Linhares no episódio  "O Beijo, a Foto e o Empréstimo" do seriado Casos e Acasos. No cinema, foi dirigido por José Mojica Marins no filme de terror Encarnação do Demônio (2008), onde interpreta Seu Américo. Em 2009, atua como o advogado Joaquim na minissérie Cinquentinha.

### 2010–19:Morde & Assopra,Amor à Vida,Além do TempoeO Outro Lado do Paraíso

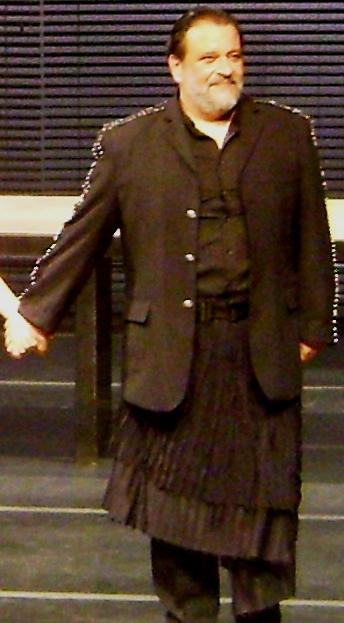
Melo ao final da peça RockAntygona, em São Paulo, em 2010.

Em janeiro de 2010, participa como o vilão Conde Graco de Lafayette do especial de ano novo A Princesa e o Vagabundo. Em maio, realizou uma participação especial no episódio "A Vítima" do seriado cômico A Vida Alheia no papel de Delano Silva. Entre junho e agosto, interpreta o senador João Carlos Viegas na série Na Forma da Lei, cujo é um homem envolvido em diversos esquemas de corrupção. No mesmo ano, vive Creonte no teatro, na peça RockAntygona, baseada na clássica tragédia grega de Sófocles, e volta aos cinemas na cinebiografia Chico Xavier, onde interpreta o pai do médium, João Cândido Xavier. Em 2011, atua em mais uma obra de Walcyr Carrasco, autor que realizou uma série de parcerias na década de 2010, como o banqueiro Oséas Guedes na novela das sete Morde & Assopra. Na trama, ele se casa com uma mulher mais jovem, Lavínia (Nívea Stelmann), porém suas crises de ciúmes a faz trocá-lo pelo próprio filho do banqueiro, Fernando (Rodrigo Hilbert).
Em 2012, Luis Melo fez parte do elenco de Amor Eterno Amor, interpretando um dos vilões responsáveis por agitar a trama. No papel de Dimas, o patriarca da família Sobral e marido de Melissa, vivida por Cassia Kis Magro, o ator entregou uma performance marcante. Embora aparentasse ser forte e imponente, Dimas revelava-se um marido fraco e submisso, sempre disposto a acatar as vontades de sua esposa inescrupulosa.
Em 2013, volta às novelas como o honesto administrador Atílio em Amor à Vida. Seu personagem ganhou destaque no decorrer da trama e foi nomeado ao Prêmio Extra de Televisão de melhor ator coadjuvante. Inicialmente, mantinha um relacionamento estável com Vega (Christiane Tricerri). No entanto, ao ficar desmemoriado, se perde pela cidade, assumindo o nome de Gentil e encontrando Márcia (Elizabeth Savalla), por quem se apaixona e abre mão de sua vida sofisticada. No mesmo ano, vive um homem solitário em uma metrópole futurista devastada por escassez e poluição, no espetáculo Ausência, da companhia franco-brasileira Dos à Deux, sob direção de André Curti e Artur Ribeiro, em turnê pelo país.
Em 2015, integra o núcleo cômico da família Pasqualino na novela das seis Além do Tempo, de Elizabeth Jhin, no papel de Mássimo Pasqualino. Integra sua família a esposa Salomé (Inês Peixoto) e as filhas Bianca (Flora Diegues) e Felícia (Mel Maia). No papel de um homem estudado e pesquisador apaixonado por Biologia, o personagem de Luis Melo na novela é um verdadeiro entusiasta das ciências naturais, dedicando-se à coleção de borboletas e insetos.
Em 2016, gerou controvérsia ao ser escalado para interpretar o japonês Kazuo Tanaka na novela Sol Nascente, que tem a imigração japonesa no Brasil como uma de suas temáticas. A TV Globo, por meio de sua assessoria de imprensa, divulgou uma declaração em relação ao personagem interpretado por Luis, sem tomar uma posição oficial sobre o assunto. Segundo a emissora, o personagem é descrito como neto de um americano e uma japonesa, o que justifica a ausência de traços orientais explicitamente evidentes em sua aparência. No entanto, durante a exibição do primeiro capítulo, alguns internautas observaram e apontaram que o personagem Tanaka, na primeira fase da novela, foi interpretado por Daniel Uemura, um ator nipo-brasileiro, cuja aparência apresentava características tradicionalmente associadas aos japoneses, como os olhos puxados.
Entre 2017 e 2018, realizou participações recorrentes na primeira e segunda temporada do seriado médico Sob Pressão, onde interpretou o pai da médica Carolina (Marjorie Estiano), José Luís, de quem tenta se reaproximar depois de um passado sombrio de abuso com a própria filha. Em outubro de 2017, atua como o juiz corrupto Gustavo Nogueira na novela das nove O Outro Lado do Paraíso, de Walcyr Carrasco, o qual é um dos aliados da poderosa Sophia (Marieta Severo) e está ligado nas armações da vilã contra a protagonista Clara (Bianca Bin). Em junho de 2019 aparece no filme de drama O Olho e a Faca, que é estrelado por Rodrigo Lombardi, como o petroleiro Dutra.

### 2020–presente: Trabalhos recentes
Em março de 2021, foi escalado para a novela Nos Tempos do Imperador para interpretar o barão do café Batista, patriarca da família Pindaiba. No entanto, devido a questões relativas a pandemia de COVID-19, teve que se sair da produção e foi substituído pelo ator Ernani Moraes. Devido à sua residência nos arredores de Curitiba, os deslocamentos do ator até as gravações representavam desafios à sua saúde. Em 2022, recebe, junto com o elenco masculino da obra, o prêmio do júri de melhor ator coadjuvante no Cine PE, Festival de Cinema de Recife, por sua performance no filme Casa Izabel. O filme retrata um refúgio fictício situado no Brasil dos anos 1970, onde homens da alta sociedade se reúnem para se transformarem em mulheres através de fantasias extravagantes. A trama, além de envolver elementos de suspense, aborda também a temática da ditadura, porém, com uma perspectiva queer.
Atualmente, o ator está afastado da televisão e dedica-se ao seu projeto Campo das Artes, um espaço cultural físico localizado em São Luiz do Purunã, Balsa Nova, no Paraná. Nesse local, são realizadas exposições de arte e uma variedade de oficinas criativas.

## Vida pessoal
Luis Melo sempre foi discreto quanto a sua vida pessoal. O ator raramente faz aparições em redes sociais. Atualmente, o ator é solteiro por escolha pessoal. Ele optou por não se casar e não tem filhos. No momento, ele reside em São Luiz do Purunã, uma cidade localizada a 50 quilômetros da capital do Paraná.

## Teatro
| Ano  | Título                            | Personagem                      | Notas                                  | Ref.   |
| ---- | --------------------------------- | ------------------------------- | -------------------------------------- | ------ |
| 1979 | Pluft, o Fantasminha              |                                 |                                        |        |
| 1986 | A Hora e a Vez De Augusto Matraga | Ovídio Moura/ Joãozinho Bem-Bem |                                        |        |
| 1987 | Macunaíma                         | Mordomo/ Polaca da Macumba      |                                        |        |
| 1988 | Xica da Silva                     | Padre/ Conde de Valadares       |                                        | [ 51 ] |
| 1989 | Paraíso, Zona Norte               | Noronha                         | "Os Sete Gatinhos"                     | [ 52 ] |
| 1989 | Paraíso, Zona Norte               | Tuninho                         | "A Falecida"                           | [ 53 ] |
| 1991 | Nova Velha História               | Lobo Mau                        | Inspirada no mito Chapeuzinho Vermelho | [ 1 ]  |
| 1992 | Trono de Sangue                   | Macbeth da Escócia              | Baseada em Macbeth                     | [ 2 ]  |
| 1993 | Vereda da Salvação                | Joaquim                         |                                        | [ 54 ] |
| 1995 | Gilgamesh                         | Gilgamesh/ Luiz Furlanetto      |                                        | [ 56 ] |
| 1996 | Sonata Kreutzer                   | Pózdnichev                      |                                        | [ 57 ] |
| 1997 | Salomé                            | Herodes                         |                                        | [ 58 ] |
| 1999 | Nijinski - Divino Bufão           | Vaslav Nijinsky                 | Também como produtor                   | [ 59 ] |
| 2002 | Cão-coisa e a Coisa Homem         | Coisa Homem                     |                                        | [ 61 ] |
| 2005 | Daqui a Duzentos Anos             |                                 |                                        | [ 62 ] |
| 2006 | Do Luxo e da Impotência           |                                 |                                        |        |
| 2008 | O Que Eu Gostaria de Dizer        |                                 |                                        | [ 63 ] |
| 2010 | RockAntygona                      | Creonte                         | Baseado na tragédia grega de Sófocles  |        |
| 2015 | Ausência                          | Homem solitário                 |                                        |        |

## Filmografia

### Televisão
| Ano     | Trabalho/Obra            | Papel                                   | Notas                                      |
| ------- | ------------------------ | --------------------------------------- | ------------------------------------------ |
| 1985    | Catavento                | Gororoba                                |                                            |
| 1995    | Cara & Coroa             | Rubens Del Rey Villar (Rubinho)         |                                            |
| 1996    | Vira Lata                | Presidiário                             | Participação                               |
| 1997    | O Amor Está no Ar        | Alberto Amaral Leite                    |                                            |
| 1998    | Hilda Furacão            | Padre Ciro                              |                                            |
| 1998    | Pecado Capital           | Ricardo Freitas                         |                                            |
| 1999    | Você Decide              | Xavier                                  | Episódio: "Assim é se lhe parece"          |
| 1999    | Você Decide              | Rosaldo                                 | Episódio: "Forró Bandido"                  |
| 1999    | O Auto da Compadecida    | Diabo                                   |                                            |
| 1999    | Suave Veneno             | Ramalho                                 |                                            |
| 1999    | Malhação                 | Renato                                  |                                            |
| 2000    | Brava Gente              | Sérgio                                  | Episódio: "O Condomínio"                   |
| 2000    | O Cravo e a Rosa         | Nicanor Batista (Batista)/ Manuel       |                                            |
| 2000    | A Invenção do Brasil     | Dom Vasco de Athaíde                    |                                            |
| 2000    | A Muralha                | Dom Manuel Nunes Viana                  |                                            |
| 2001    | A Padroeira              | Santiago Aragão / Padre Molina          |                                            |
| 2003    | A Casa das Sete Mulheres | Bento Manuel Ribeiro                    |                                            |
| 2004    | Um Só Coração            | Cândido Portinari                       |                                            |
| 2005    | América                  | Ramiro Hernandez (Coiote)               |                                            |
| 2006    | Cobras & Lagartos        | Orã Munhoz / Conchita Muñoz             |                                            |
| 2006    | JK                       | Coronel Licurgo de Almeida              |                                            |
| 2007    | Eterna Magia             | Dr. Rafael Pelizari (Tio Rafa)          |                                            |
| 2008    | Faça Sua História        | Delegado Nicanor                        |                                            |
| 2008    | Casos e Acasos           | Linhares                                | Episódio: "O Beijo, a Foto e o Empréstimo" |
| 2009    | Cinquentinha             | Joaquim Coutinho                        |                                            |
| 2010    | A Princesa e o Vagabundo | Conde Graco de Lafayette                |                                            |
| 2010    | A Vida Alheia            | Delano Silva                            | Episódio: "A Vítima"                       |
| 2010    | Na Forma da Lei          | João Carlos Viegas                      |                                            |
| 2011    | Morde & Assopra          | Oséas Guedes                            |                                            |
| 2012    | Amor Eterno Amor         | Dimas Sobral                            |                                            |
| 2013    | Amor à Vida              | Atílio Pimenta Camargo / Alfredo Gentil |                                            |
| 2015    | Além do Tempo            | Massimo Pasqualino                      |                                            |
| 2015    | Além do Tempo            | Massimo Vicenzo                         |                                            |
| 2016    | Sol Nascente             | Kazuo Tanaka                            |                                            |
| 2017–18 | Sob Pressão              | José Luiz Almeida                       | Participações                              |
| 2017    | O Outro Lado do Paraíso  | Gustavo Nogueira                        |                                            |
| 2025    | Vale Tudo                | Bartolomeu Meireles                     |                                            |

### Cinema
| Ano  | Título                          | Papel                      | Notas          |
| ---- | ------------------------------- | -------------------------- | -------------- |
| 1991 | Desterro                        | —                          | Curta-metragem |
| 1995 | Útero                           | —                          | Curta-metragem |
| 1995 | Jenipapo                        | Cristo-                    |                |
| 1996 | Bar Babel                       | Babel                      | Curta-metragem |
| 1996 | Doces Poderes                   | Araponga                   |                |
| 1998 | O Esôfago da Mesopotâmia        | Fritz                      | Curta-metragem |
| 1999 | Por Trás do Pano                | Sérgio                     |                |
| 2000 | O Auto da Compadecida           | Diabo                      |                |
| 2000 | Separações                      | Convidado da estreia       |                |
| 2001 | Caramuru - A Invenção do Brasil | Dom Vasco de Athayde       |                |
| 2004 | Olga                            | Léo Benário                |                |
| 2005 | Gaijin - Ama-me como Sou        | Ramon Salina Bravo Salinas |                |
| 2005 | Cafundó                         | Monsenhor João Soares      |                |
| 2008 | Encarnação do Demônio           | Seu Américo                |                |
| 2010 | Chico Xavier                    | João Cândido Xavier        |                |
| 2019 | O Olho e a Faca                 | Dutra                      |                |
| 2022 | Casa Izabel                     | Izabel                     |                |

## Prêmios e indicações
| Ano  | Associações                          | Categoria                                        | Nomeações                 | Resultado | Ref.   |
| ---- | ------------------------------------ | ------------------------------------------------ | ------------------------- | --------- | ------ |
| 1989 | Prêmio Shell                         | Melhor Ator                                      | Paraíso Zona Norte        | Venceu    |        |
| 1991 | Festival Guarnicê de Cinema          | Melhor Ator de Curta-metragem                    | Desterro                  | Venceu    | [ 66 ] |
| 1992 | Prêmio APCA                          | Melhor Ator em Peça de Teatro                    | Trono de Sangue           | Venceu    | [ 67 ] |
| 1992 | Prêmio Mambembe                      | Melhor Ator                                      | Trono de Sangue           | Venceu    |        |
| 1992 | Prêmio Shell                         | Melhor Ator                                      | Trono de Sangue           | Venceu    |        |
| 1995 | Prêmio Mambembe                      | Melhor Ator                                      | Sonata Kreutzer           | Venceu    | [ 66 ] |
| 1995 | Prêmio APCA                          | Melhor Ator em Peça de Teatro                    | Sonata Kreutzer           | Venceu    | [ 67 ] |
| 1995 | Prêmio Molière                       | Melhor Ator de Teatro                            | Sonata Kreutzer           | Venceu    | [ 66 ] |
| 1996 | Prêmio Shell                         | Melhor Ator                                      | Sonata Kreutzer           | Indicado  |        |
| 1996 | Prêmio Guarani de Cinema Brasileiro  | Melhor Ator Coadjuvante                          | Terra Estrangeira         | Indicado  |        |
| 1996 | Prêmio APCA de Televisão             | Melhor Revelação Masculina em Televisão          | Cara e Coroa              | Venceu    | [ 67 ] |
| 1996 | Prêmio Contigo! de TV                | Melhor Ator Revelação                            | Cara e Coroa              | Venceu    | [ 66 ] |
| 1997 | Prêmio Cultura Inglesa               | Melhor Ator                                      | Salomé                    | Indicado  |        |
| 1999 | Prêmio Shell                         | Melhor Ator                                      | Nijinsky - Divino Bufão   | Indicado  |        |
| 1999 | Festival de Cinema e Vídeo de Cuiabá | Melhor Ator                                      | Por Trás do Pano          | Venceu    |        |
| 2000 | Prêmio Guarani de Cinema Brasileiro  | Melhor Ator                                      | Por Trás do Pano          | Venceu    | [ 68 ] |
| 2001 | Prêmio Qualidade Brasil - RJ         | Televisão: Melhor Ator                           | A Padroeira               | Indicado  | [ 69 ] |
| 2001 | Prêmio Qualidade Brasil - SP         | Televisão: Melhor Ator                           | A Padroeira               | Indicado  | [ 70 ] |
| 2002 | Troféu Gralha Azul                   | Melhor Ator                                      | Cão Coisa e a Coisa homem | Venceu    | [ 71 ] |
| 2004 | Prêmio Qualidade Brasil - SP         | Televisão: Melhor Ator                           | A Casa das Sete Mulheres  | Venceu    | [ 66 ] |
| 2004 | Prêmio Qualidade Brasil - RJ         | Televisão: Melhor Ator                           | A Casa das Sete Mulheres  | Indicado  |        |
| 2004 | Prêmio Contigo! de TV                | Melhor Ator Coadjuvante em Série ou Novela       | A Casa das Sete Mulheres  | Indicado  |        |
| 2005 | Prêmio Qualidade Brasil              | Melhor Ator Coadjuvante em Cinema                | Gaijin - Ama-me como Sou  | Indicado  |        |
| 2005 | Prêmio APCA                          | Melhor Ator em Peça de Teatro                    | Daqui a 200 Anos          | Venceu    | [ 72 ] |
| 2006 | Prêmio Qualidade Brasil              | Televisão: Melhor Ator Coadjuvante               | JK                        | Indicado  |        |
| 2010 | Prêmio Qualidade Brasil              | Televisão: Melhor ator Coadjuvante de Minissérie | Na Forma da Lei           | Venceu    |        |
| 2013 | Prêmio Quem de Televisão             | Melhor Ator Coadjuvante                          | Amor à Vida               | Indicado  | [ 73 ] |
| 2013 | Prêmio Extra de Televisão            | Melhor Ator Coadjuvante                          | Amor à Vida               | Indicado  | [ 74 ] |
| 2015 | Prêmio Quem de Televisão             | Melhor Ator                                      | Além do Tempo             | Indicado  | [ 75 ] |
| 2022 | Cine PE - Festival do Audiovisual    | Melhor Ator Coadjuvante (com elenco masculino)   | Casa Izabel               | Venceu    | [ 47 ] |
| 2023 | Prêmio APCA de Teatro                | Melhor Ator                                      | Mutações                  | Pendente  | [ 76 ] |
| 2023 | Melhores do Teatro Blog do Arcanjo   | Melhor Performance em Drama                      | Mutações                  | Venceu    | [ 77 ] |
| 2024 | Prêmio Cenym de Teatro               | Melhor Ator                                      | Mutações                  | Pendente  |        |